# Burg Neunußberg
Die Burg Neunußberg ist eine heute nur noch als Ruine erhaltene ehemalige spätmittelalterlich bis frühneuzeitliche Adelsburg und befindet sich im gleichnamigen Kirchdorf Neunußberg, östlich von Viechtach im niederbayerischen Landkreis Regen in Deutschland. Die Anlage wird als Bodendenkmal unter der Aktennummer D-2-6943-0124 im Bayernatlas als „archäologische Befunde des Mittelalters und der frühen Neuzeit im Bereich der Burgruine Neunußberg. Untertägige Befunde des Mittelalters und der frühen Neuzeit im Bereich der Kath. Kirche St. Michael, ehem. Schlosskapelle, in Neunußberg, darunter die Spuren von Vorgängerbauten bzw. älteren Bauphasen“ geführt. Ebenso ist sie unter der Aktennummer D-2-76-144-86 als denkmalgeschütztes Baudenkmal von Neunußberg verzeichnet.

## Geographische Lage
Die ehemalige Burganlage der Höhenburg befindet sich im nördlichen Bereich des Bayerischen Waldes auf der 698,2 m ü. NHN hohen und flachen Kuppe des Neunußberger Schlossberges, der sich über dem Tal des Schwarzen Regen erhebt. Die Ruine liegt etwa 290 Meter über dem Tal und 3.950 Meter östlich der katholischen Stadtpfarrkirche Sankt Augustinus in Viechtach, in der gleichnamigen Ortschaft Neunußberg.
Auf der gegenüberliegenden Talseite des Schwarzen Regens liegt die Stammburg der Herren von Nußberg, die Burg Altnußberg, und wenige Kilometer südwestlich die Burgruine Kollnburg.

## Geschichte

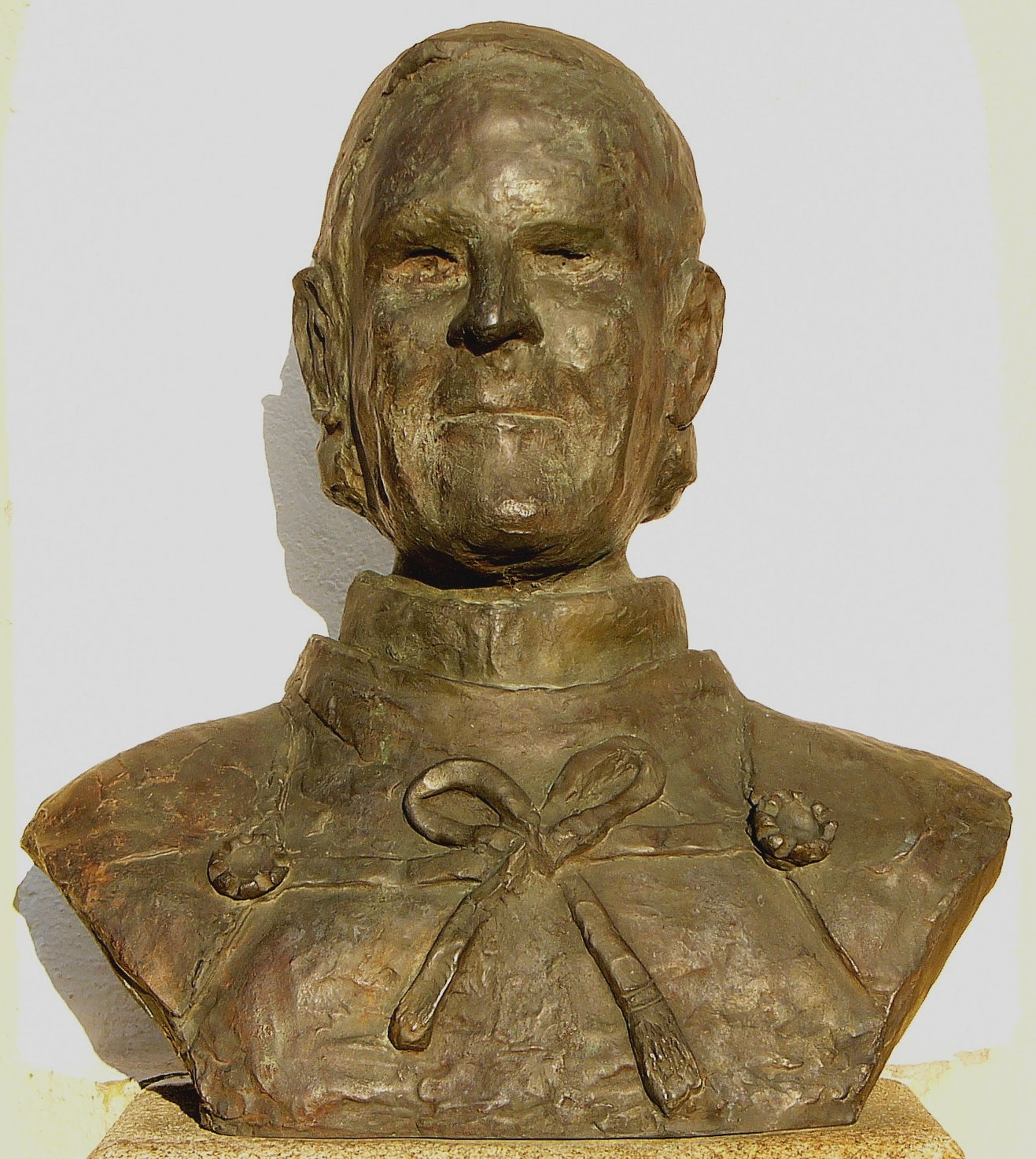
Konrad der Nussberger (Büste am alten Rathaus in Viechtach)

Die Herren von Nußberg, die urkundlich seit der 1. Hälfte des 12. Jahrhunderts nachzuweisen sind, waren ursprünglich Ministeriale der Grafen von Bogen. Nach dem Aussterben der Grafen 1242 kommen sie unter die Oberhoheit der Wittelsbacher, auch unter ihnen zählten die Herren von Nußberg zu den angesehensten Rittergeschlechtern des Bayerischen Waldes. So übertrug 1360 Herzog Albrecht I. von Niederbayern-Straubing der Familie das Marschallamt in Niederbayern als erbliches Lehen.
Von 1340 bis 1350 ließ Konrad von Nußberg die Burg Neunußberg erbauen. Die Familie verließ daraufhin den bisherigen Stammsitz auf Burg Altnußberg.
1466 schlossen sich 41 Edelleute des Bayerischen Waldes zur Wahrung ihrer Rechte gegen den Herzog Albrecht IV. (1465–1508) zusammen. Die Mitglieder dieses Bundes nannten sich nach dem Bock in ihrem Wappen „Böckler“. Zu ihnen gehörten auch Warmund und Konrad von Nußberg. Ein Feldzug Herzog Albrechts IV. 1468/1469 brachte dem Bund im Böcklerkrieg eine vernichtende Niederlage ein.
Aufgrund der Niederlage mussten Warmund und Konrad Burg Neunußberg an den Herzog verkaufen, Warmund 1469 gegen eine jährliche Rente, Konrad 1470 gegen das kleine Schloss Linden.
Im Jahr 1564 zerstörte ein Blitzschlag die Burg, die nach dem Aussterben der Herren von Nußberg 1569 mit ihren restlichen Besitzungen als Ruine an die Wittelsbacher kam.
Bereits in der zweiten Hälfte des 16. Jahrhunderts wurde die militärisch nutzlose Anlage nicht mehr bewohnt und verfiel.

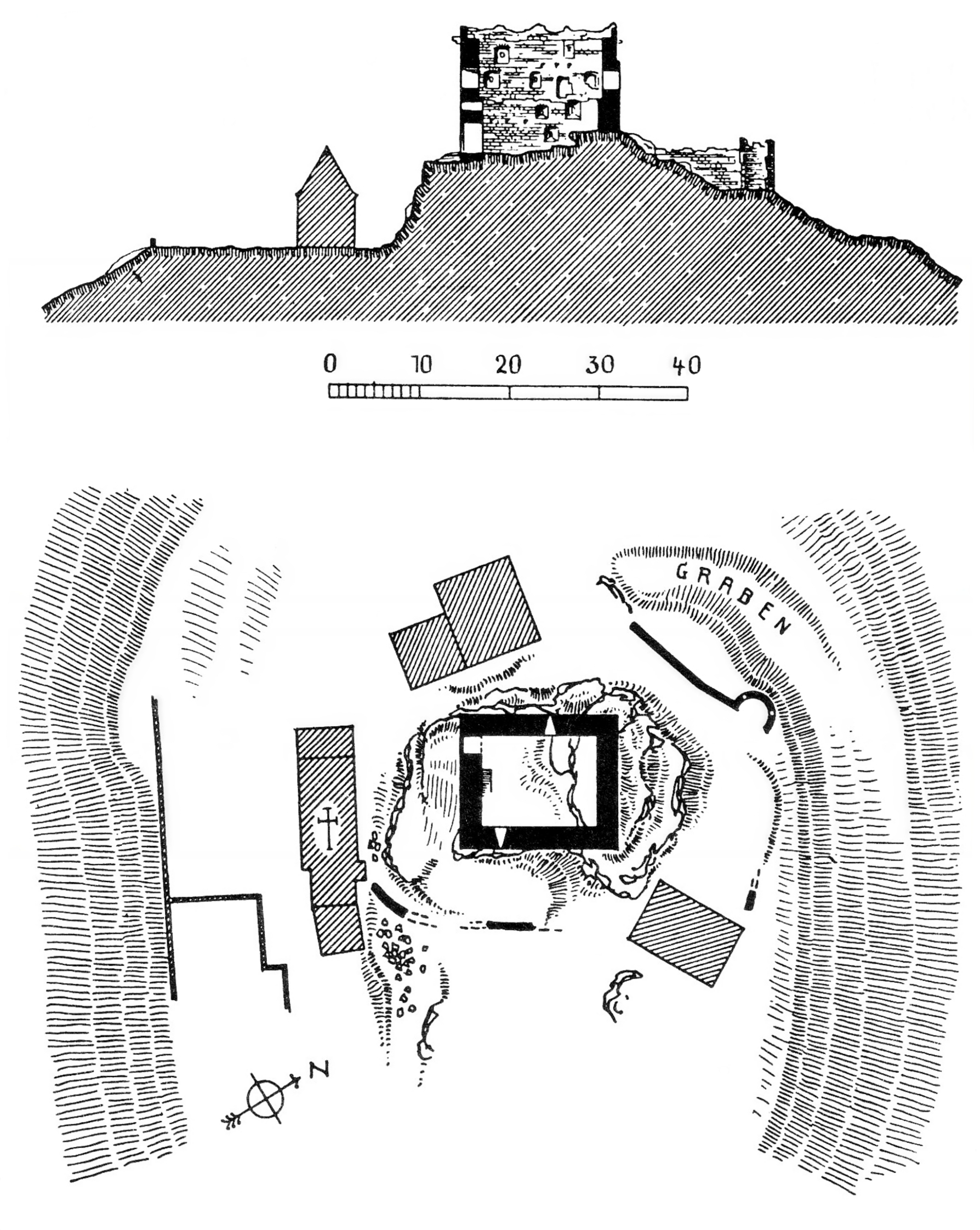
Lageplan der Burgruine Neunußberg von 1926
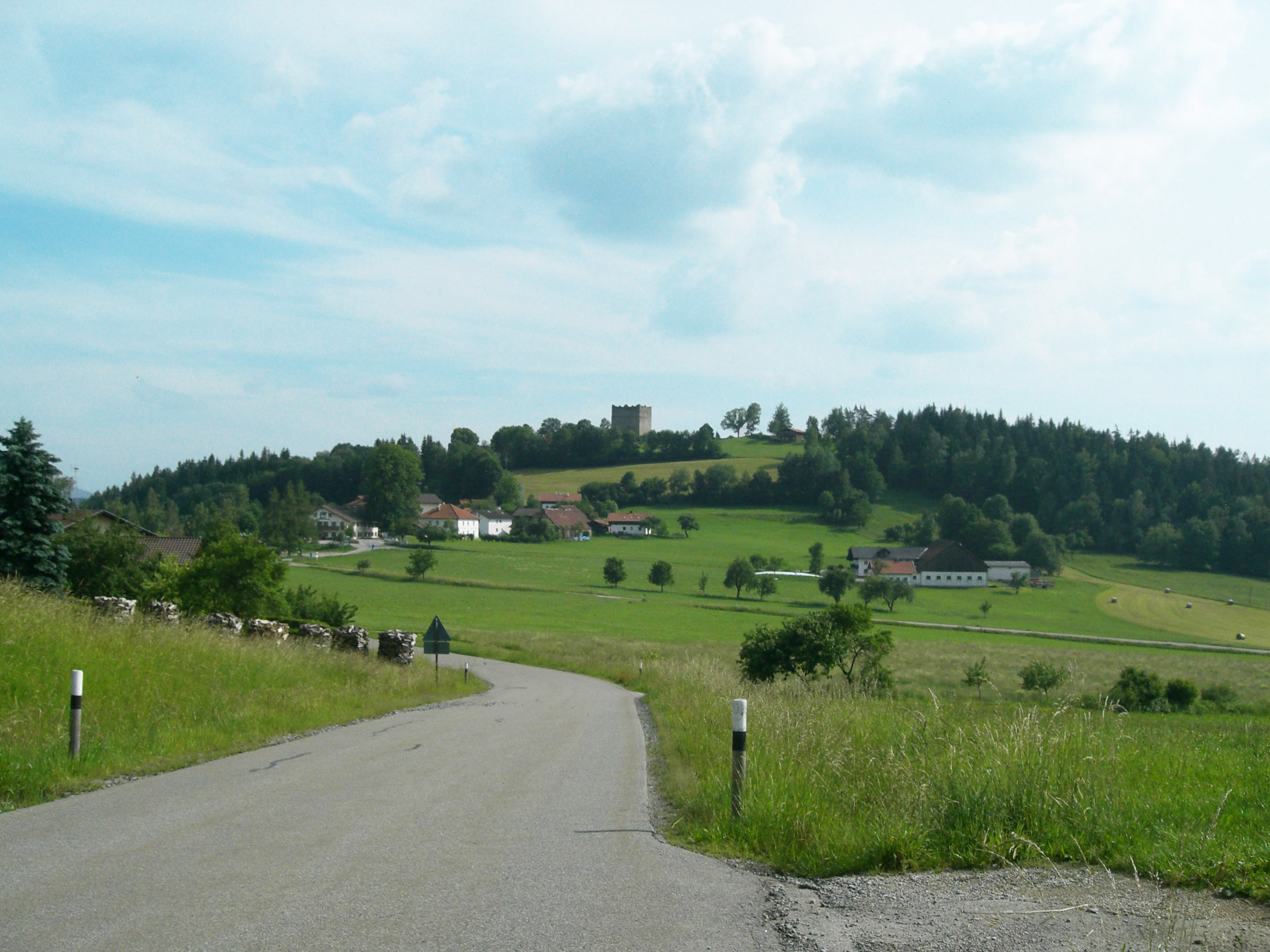
Burg und Ort Neunußberg aus nördlicher Richtung
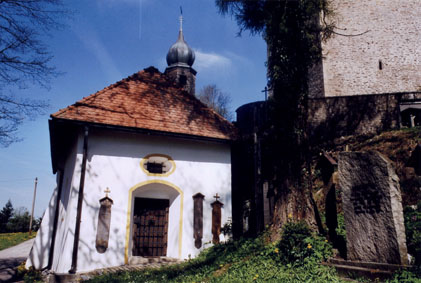
Burgkapelle
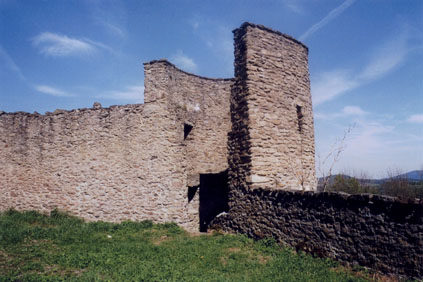
Dreiviertelturm der Umfassungsmauer
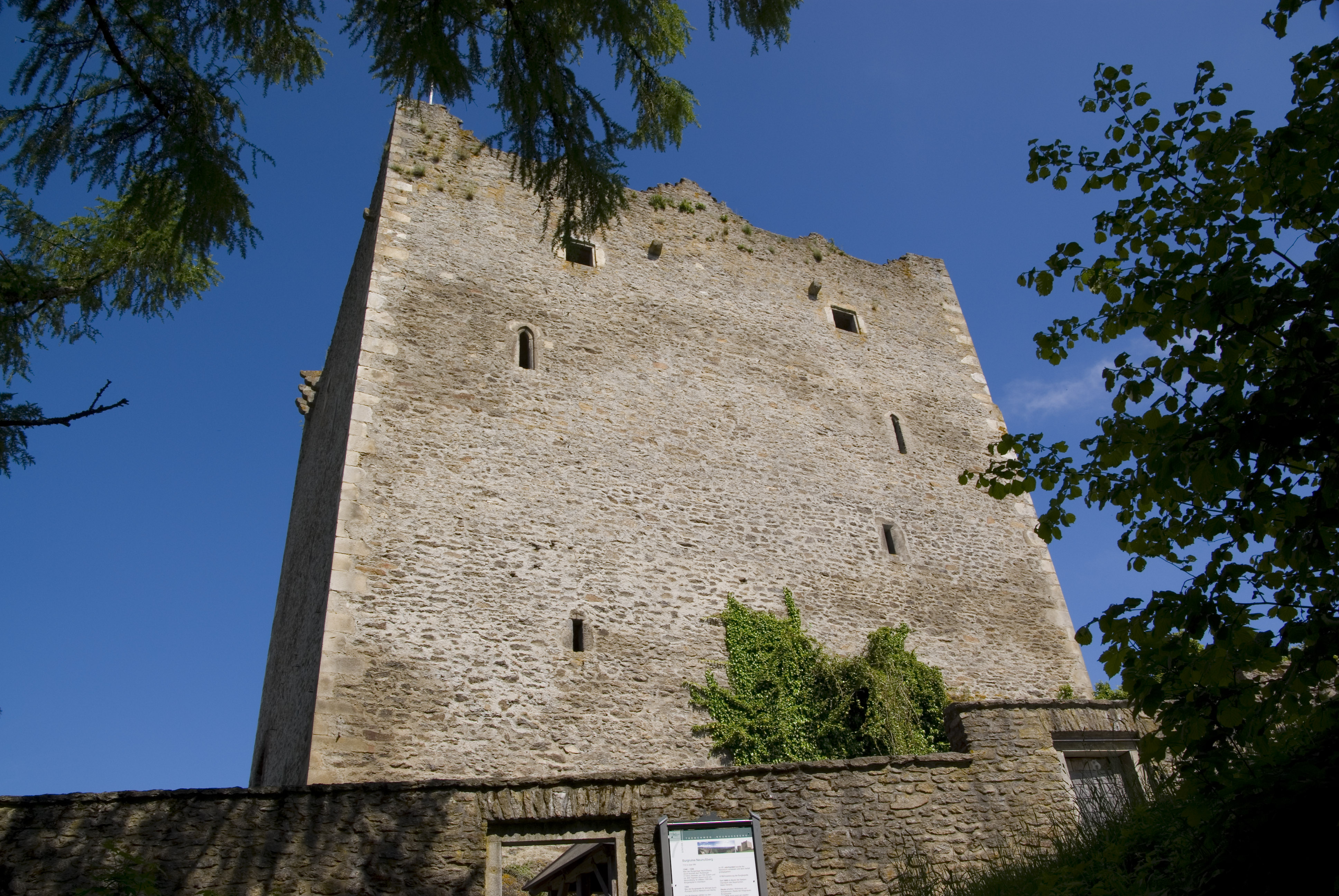
Südostseite des Wohnturms

## Neuere Entwicklung
Am 21. Mai 1889 wurde die Burg von den damaligen Besitzern Johann und Franziska Fritz durch den Viechtacher Wald-Verein, aus dem später die Sektion Viechtach des Bayerischen Wald-Vereins wurde, erworben. 1939 führte man die erste Renovierung durch. Weitere Renovierungsarbeiten sicherten den Erhalt der Anlage, die sich zu einem Ort von Burgfesten mit Musik und Tanz entwickelte. Seit Sommer 1968 werden auf dem Burganger die Burgfestspiele nach einem Text von Karl Gareis aufgeführt, deren historischer Hintergrund der Ritteraufstand von 1468 ist.
Der Turm ist gegen Entrichtung des „Burggroschens“, um den beim Aufgang zur Burg als Spende gebeten wird, als Aussichtsturm zugänglich.

## Beschreibung
Vorhanden sind heute noch der mächtige quadratische Wohnturm, Reste der Umfassungsmauer mit einem dreiviertelrunden Schalenturm sowie die renovierte Burgkapelle aus der Zeit von 1356. Der Turm hat einen quadratischen Grundriss mit einer Seitenlänge von etwa 20 Meter und einer Höhe von etwa 25 Meter.
Die Kapelle besitzt eine barocke Einrichtung. Der Hochaltar entstand um 1720, das Altarbild stellt St. Michael dar. Ein Bild des hl. Raphael mit Tobias (um 1650), eine Mater dolorosa (um 1700) und eine einfache Statue des hl. Michael (17. Jahrhundert) gehören zur Innenausstattung.